# Sơ kỳ Đá cũ

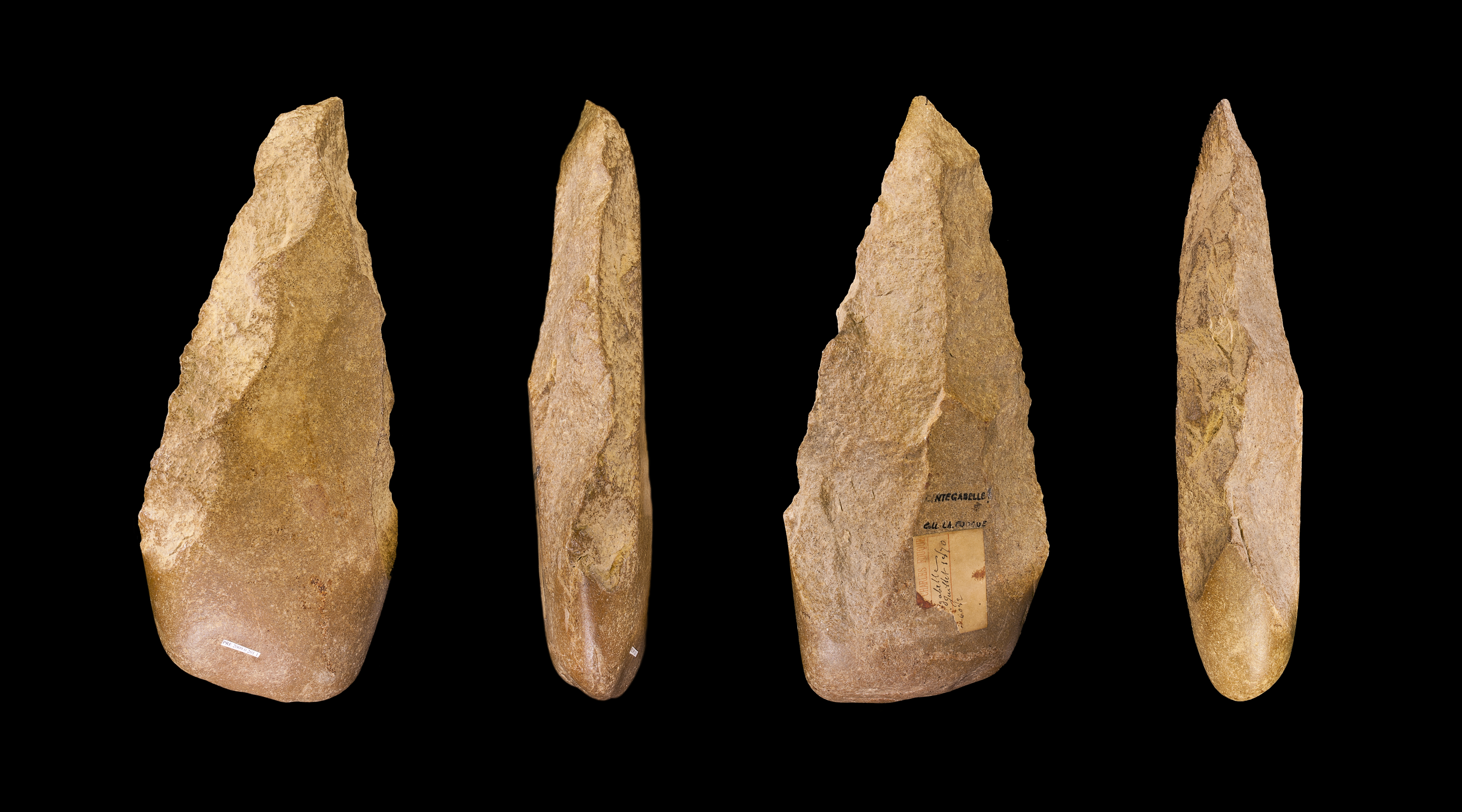
Bốn góc nhìn chiếc rìu cầm tay Acheulean

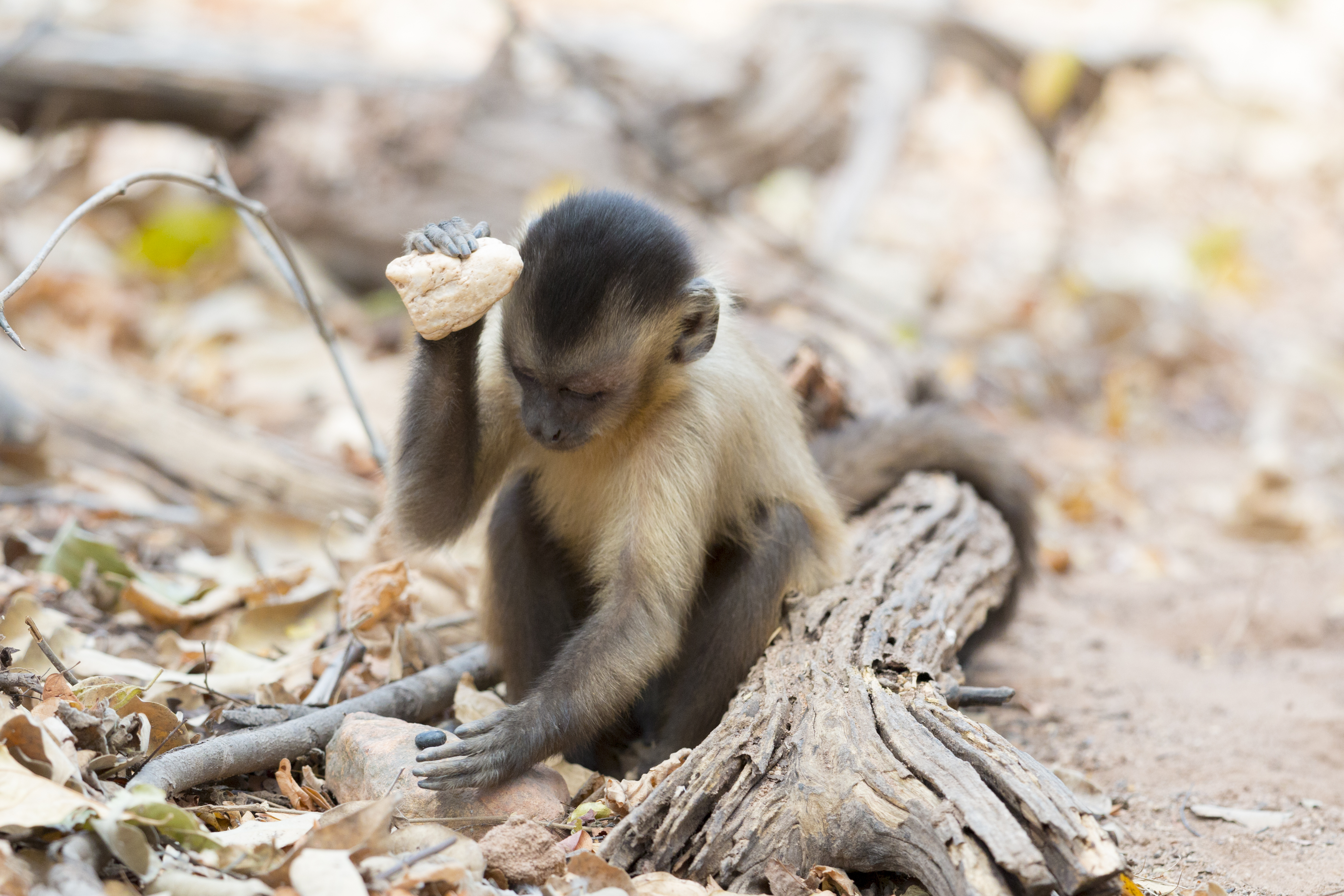
Khởi đầu dùng công cụ đá, như ở khỉ capuchin

Sơ kỳ Đá cũ, còn gọi là Paleolithic sớm hay Paleolithic dưới, là giai đoạn đầu tiên của Thời đại đồ đá cũ trong hệ thống phân ba cấp. Nó trải dài từ khoảng 3 Ma BP (Mega/Kilo annum before present: triệu/ngàn năm trước), từ khi bằng chứng đầu tiên về việc sản xuất và sử dụng công cụ đá của dòng thuộc tông Người xuất hiện trong hồ sơ khảo cổ học hiện tại, cho đến khoảng 300 Ka BP, trải dài từ công cụ đá Oldowan ("phương thức 1") và công cụ đá Acheulean ("phương thức 2") của ngành chế tạo công cụ đá.
Trong khảo cổ học châu Phi, khoảng thời gian gần tương ứng với Thời kỳ đồ đá sớm nhất, là những phát hiện sớm nhất có niên đại cách đây 3,3 Ma, với công nghệ công cụ đá Lomekwian, trải dài trong công nghệ công cụ đá "phương thức 1", bắt đầu cách đây khoảng 2,6 Ma và kết thúc vào khoảng 400 và 250 Ka BP, với công nghệ "phương thức 2".
Paleolithic giữa tiếp nối Paleolithic dưới và ghi nhận sự xuất hiện của các công nghệ chế tạo công cụ cốt lõi sơ chế tiên tiến hơn như Mousterian. Cho dù vậy việc kiểm soát lửa sớm nhất của người hominin có từ thời Paleolithic dưới hay giữa vẫn là một câu hỏi bỏ ngỏ..

## Gelasia
Thời kỳ đồ đá cũ sớm bắt đầu với sự xuất hiện của những công cụ đá đầu tiên trên thế giới. Trước đây nó được coi là gắn liền với sự xuất hiện của Homo habilis vào khoảng 2,8 Ma BP. Ngày này dấu mốc đã được đẩy lùi đáng kể do các phát hiện vào đầu những năm 2000 , công nghiệp Oldowan hoặc "tầng Mode 1", từ lâu coi là loại lâu đời nhất của ngành công nghiệp đồ đá, bây giờ là được coi là đã phát triển từ khoảng 2,6 triệu năm trước, với đầu kỳ Gelasia (Pleistocen dưới), có thể được sử dụng lần đầu tiên bởi các tổ tiên của australopithecine thuộc giống Homo(như Australopithecus garhi).
Vẫn còn những công cụ cũ hơn, như phát hiện tại địa điểm khảo cổ duy nhất Lomekwi 3 ở Kenya, được công bố vào năm 2015, có niên đại sớm nhất là 3,3 Ma BP. Như vậy, chúng có thể đã xuất hiện trước Pleistocen (Gelasia), và rơi vào Pliocen muộn (Piacenza).
Các thành viên ban đầu của chi Homo đã sản xuất ra các công cụ nguyên thủy, được tóm tắt vào thời công nghiệp Oldowan, vẫn chiếm ưu thế trong gần một triệu năm, từ khoảng 2,5 đến 1,7 Ma BP. Homo habilis được cho là chủ yếu sống bằng thu lượm, sử dụng các công cụ để tách thịt ra khỏi xác hoặc bẻ xương để lấy tủy.
Việc chuyển từ chế độ ăn chủ yếu là thịt hoặc ăn tạp của hominin Australopithecus sang lối sống ăn thịt thu lượm của người Homo sơ khai đã được giải thích là do những thay đổi khí hậu ở Đông Phi liên quan đến băng hà Đệ Tứ. Sự giảm bốc hơi nước ở đại dương tạo ra khí hậu khô hơn và sự mở rộng của thảo nguyên làm giảm rừng. Suy giảm trái cây dẫn đến một số proto-australopithecine tìm kiếm các nguồn thức ăn mới có thể tìm thấy trong hệ sinh thái thảo nguyên khô hơn. Derek Bickerton (2009) đã chỉ ra rằng ở giai đoạn này việc chuyển từ hệ thống giao tiếp động vật đơn giản được tìm thấy ở tất cả các loài vượn lớn sang dạng sớm nhất của hệ thống giao tiếp tượng trưng có khả năng dịch chuyển (đề cập đến các mục hiện không nằm trong nhận thức cảm tính) và được thúc đẩy bởi nhu cầu "tuyển dụng" nhóm thành viên để săn bắt mồi lớn.
Homo erectus xuất hiện khoảng 1,8 Ma BP, thông qua giống chuyển tiếp Homo ergaster.